# 氟化钬
氟化钬是一种无机化合物，化学式为HoF3。它可由氧化钬和氟化铵反应，再经铵盐的热分解得到。它是难溶于水的黄色粉末，属正交晶系，空间群Pnma。
氟化钬可以用来制备复合氟化物（HoF3−
6）材料。